# Tahat
La muntanya Tahat (àrab: جبل تاهات, Jabal Tāhāt) és la muntanya més alta d'Algèria i fa 3.003 m d'altitud, amb una prominència de 2.328 metres. Tahat també és la muntanya més alta de les muntanyes Ahaggar. La ciutat que hi ha més a prop és Tamanrasset, a 56 km al sud. Els occidentals hi van ascendir per primera vegada l'any 1931.